# Abderrahmane Mansouri
Abderrahmane Mansouri (nascido em 13 de janeiro de 1995) é um ciclista profissional argelino, que competiu nos Jogos Olímpicos de Verão de 2016, no Rio de Janeiro, Brasil na modalidade do ciclismo de estrada.